# Elisabetta Gregoraci
Elisabetta Gregoraci (Soverato, 8 de fevereiro de 1980) é uma modelo e personalidade da mídia italiana.

## Biografia
Ela nasceu em Soverato, província de Catanzaro, Calábria, no sul da Itália. Gregoraci começou sua carreira no programa de televisão italiano: Libero, como dançarina, antes de substituir a modelo Eva Herzigova para a campanha da Wonderbra.
Concorreu ao Miss Itália 1997, representando a Calábria, perdeu para Claudia Trieste.
Gregoraci ganhou notoriedade quando veio à luz que ela tinha oferecido favores sexuais em troca de um emprego como uma artista na empresa de televisão pública italiana nacional, a RAI. Ela foi afastada da RAI e contratada pelo ex-primeiro-ministro italiano e empresário Silvio Berlusconi, trabalhando no programa Buona Domenica.
Em 14 de junho de 2008, Gregoraci casou-se com Flavio Briatore, então gerente da Fórmula 1. O motorista do carro nupcial foi Fernando Alonso, que após a cerimônia levou os recém-casados para a recepção no castelo de Torcrescenza.